# Qızılavar
Qızılavar är en ort i Azerbajdzjan.   Den ligger i distriktet Masallı Rayonu, i den sydöstra delen av landet, 190 km sydväst om huvudstaden Baku. Antalet invånare är 2 263.
Terrängen runt Qızılavar är platt åt nordost, men åt sydväst är den kuperad. Runt Qızılavar är det ganska tätbefolkat, med 192 invånare per kvadratkilometer.. Närmaste större samhälle är Arkewan, 6,6 km nordväst om Qızılavar.
Trakten runt Qızılavar består till största delen av jordbruksmark.